# Ford 1955
La Ford 1955 était une automobile américaine produite par Ford. Basée sur les Ford 1952, elle introduisait un extérieur plus moderne et coloré ainsi que de nouvelles carrosseries et de nouveaux noms de modèles dont la Ford Fairlane.
Elles seront remplacées (sauf en Australie) par les Ford 1957, beaucoup plus larges.
Les Mercury et Lincoln ont également connu un renouvellement similaire en 1955 et 1957.

## Genèse
Le milieu des années 1950 aux États-Unis voit s'accentuer la compétition entre les trois grands groupes automobiles américains, les « big three » (General Motors, Ford Motor Company et Chrysler Corporation), lesquels possèdent plusieurs marques dont les « low-priced three » (Chevrolet, Ford et Plymouth) lesquelles occupent alors généralement le top 3 des ventes.
La compétition entre constructeurs s'effectue non seulement du point de vue du prix et des performances mais aussi en soignant l'aspect extérieur, rivalisant de couleurs, chromes et formes complexes, et multipliant les modèles plus luxueux incitant l'automobiliste américain à dépenser quelques dollars supplémentaires. Pour les mêmes raisons, les modèles étaient rafraîchis chaque année avec une nouvelle carrosserie et de nouvelles options.
En 1952, Ford a créé son nouveau modèle un an avant que Chevrolet ne renouvelle ses Fleetline, Styleline et Bel Air, ayant peu changé depuis 1949 et intégrant plusieurs composants d'avant-guerre. Pour 1955, les deux marques rivales ont toutes les deux prévu de lancer une nouvelle voiture.
Le châssis de la nouvelle Ford est plus long 155 ¹⁄₂ pouces (293 cm) et l'intérieur mieux fourni. Extérieurement, les Fords 1955, tout comme les Chevrolet de la même année, généralisent sur les routes la mode de la peinture à deux tons se séparant à mi-caisse avec des circonvolutions. Jusqu'ici les deux couleurs s'étaient déjà imposées dans les gammes de luxe mais la séparation se faisait aux seuils de fenêtre avec un toit généralement plus clair.

## Modèles
Comme les Ford 1952, le modèle était divisé en trois gammes :
- Mainline, le moins cher et le plus dépouillé, disponible en version : 4-portes Fordor, 2-portes Tudor ou Business sedan ;
- Customline, désormais placé en milieu de gamme : 4-portes Fordor et 2-portes Tudor ainsi que coupé hardtop 2-portes Victoria en 1956 ;
- Fairlane, haut de gamme, elle comprend des sedans 4 portes (town sedan) et 2 portes (club sedan) en plus des Victoria et Sunliner. Un coupé plus riche fait son apparition : les Crown Victoria, et les Skyliner de 1954 deviennent une variante des Crown Victoria. Une Victoria 4-portes hardtop apparait en 1956.

Les breaks avaient leurs propres séries :
- Ranch Wagon : 3 portes uniquement, disponible dans la gamme des Mainline et Customline (Custom Ranch Wagon).
- Country Sedan : 5 portes seulement, en finition Customline ;
- Country Squire : 5 portes woody ;
- Parklane : 3 portes avec chromes et intérieurs luxueux, uniquement en 1956.

La Ford Courier continue à être modelée sur la base du Ranch Wagon correspondant.

## 1955
Première année pour le nouveau modèle, qui laisse le choix entre 16 versions et de multiples coloris. La gamme de voitures américaine de Ford a acquis une nouvelle carrosserie en 1955 pour faire face à la montée en puissance de Chevrolet et Plymouth, bien qu'elle soit restée similaire aux Ford de 1952 sous la carrosserie. Le moteur six cylindres en ligne Mileage Maker a été augmenté à 223 pouces cubes (3,7 L) pour 120 ch (89 kW) et le nouveau V8 Y-block de 1954 était désormais proposé en deux tailles : Les Ford standard utilisaient une version de 272 pouces cubes (4,5 L) avec soit 162 ch (121 kW) et carburateur à 2 barrils avec échappement simple ou 182 ch et carburateur à 4 barrils avec double échappement, mais la grande unité de 292 pouces cubes (4,8 L) de la Thunderbird était également proposée, offrant 193 ch (144 kW).
Outre les changements de moteur, les clients ont été sûrs de remarquer de nouvelles créations, la Crown Victoria, avec du chrome en plus que sur la "Victoria" à toit rigide standard (qui a continuée), ce chrome est apparu à l'origine sur le concept car Mercury XM-800, et la Fairlane, qui a remplacé la Crestline en tant que niveau de finition haut de gamme. Cette utilisation d'une fonction de style pour visuellement séparer l'avant de l'habitacle de l'arrière est réapparue sur les Ford Thunderbird de 1977-1979, Ford LTD Crown Victoria, Ford Fairmont Futura et Mercury Zephyr Z-7. L'entreprise commercialisait désormais trois lignes de toit différentes sur ses modèles deux portes; deux montants sur les grandes berlines Mainline, Customline et Fairlane, sans montant sur la Fairlane Victoria à toit rigide et un montant chromé sur la Fairlane Crown Victoria. La Fairlane Crown Victoria était également proposée avec un toit transparent de style «lucarne». De nouveaux freins avec des tambours de 11 pouces (280 mm) ont été utilisés. Une même caisse est partagée par les Tudor, Business sedan et Club sedan.
Les Ford introduites en 1955 comportaient également un pare-brise panoramique, trouvé sur les Oldsmobile, Buick et Cadillac l'année précédente. Avec ce pare-brise panoramique, les montants A ont un angle vertical. Cela donne au conducteur une visibilité plus panoramique.
Pour la première fois, Ford a proposé des ceintures de sécurité en tant qu'option de concessionnaire (non installées d'usine, avec des instructions fournies par un bulletin de service). Autre nouveauté pour 1955, le premier climatiseur installé d'usine de Ford. Cette option, le «Select Aire», comportait un noyau de chauffage et une unité de serpentin d'évaporateur intégré dans le tableau de bord et les évents d'évacuation d'air froid étaient situés sur le dessus du tableau de bord, de chaque côté du haut-parleur de la radio. La conception du "Select Aire" a été reportée sur les modèles de 1956 avec des évents d'air froid légèrement différentes mais même endroit que sur les modèles de 1955. Le condenseur était monté devant le radiateur dans les voitures ultérieures.
Les Ford de 1955 étaient commercialisées sous des noms distincts pour chacun des trois niveaux de finition : Ford Mainline, Ford Customline et Ford Fairlane. Les breaks ont été proposés pour la première fois en tant que gamme distincte en 1955:p 395. Le Ranch Wagon et le Custom Ranch Wagon étaient des breaks 2 portes tandis que les modèles Country Sedan et Country Squire étaient des breaks 4 portes, ce dernier comportant des moulures latérales en bois:pp 394–395.

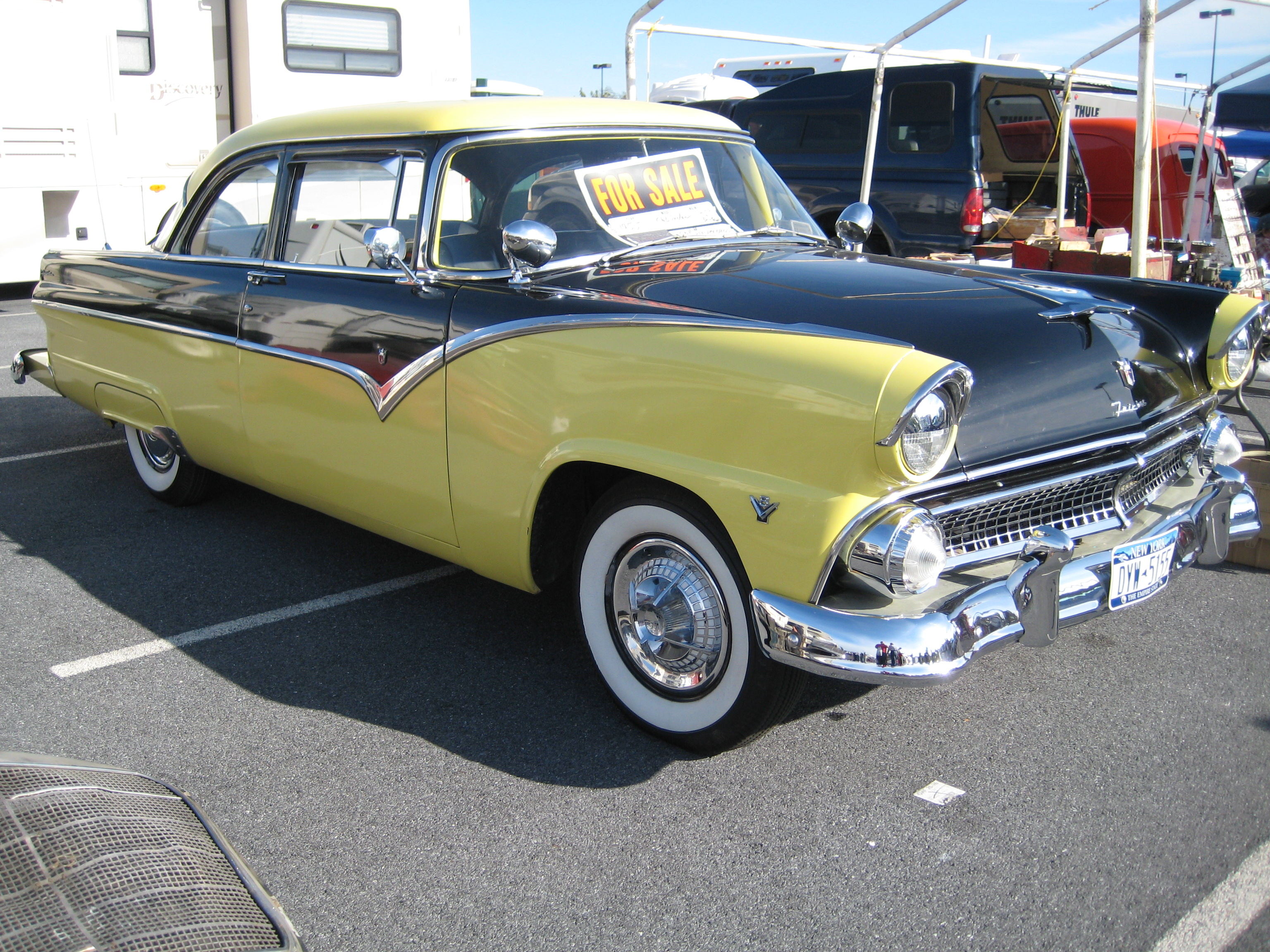
Fairlane Club sedan : simple coupé...
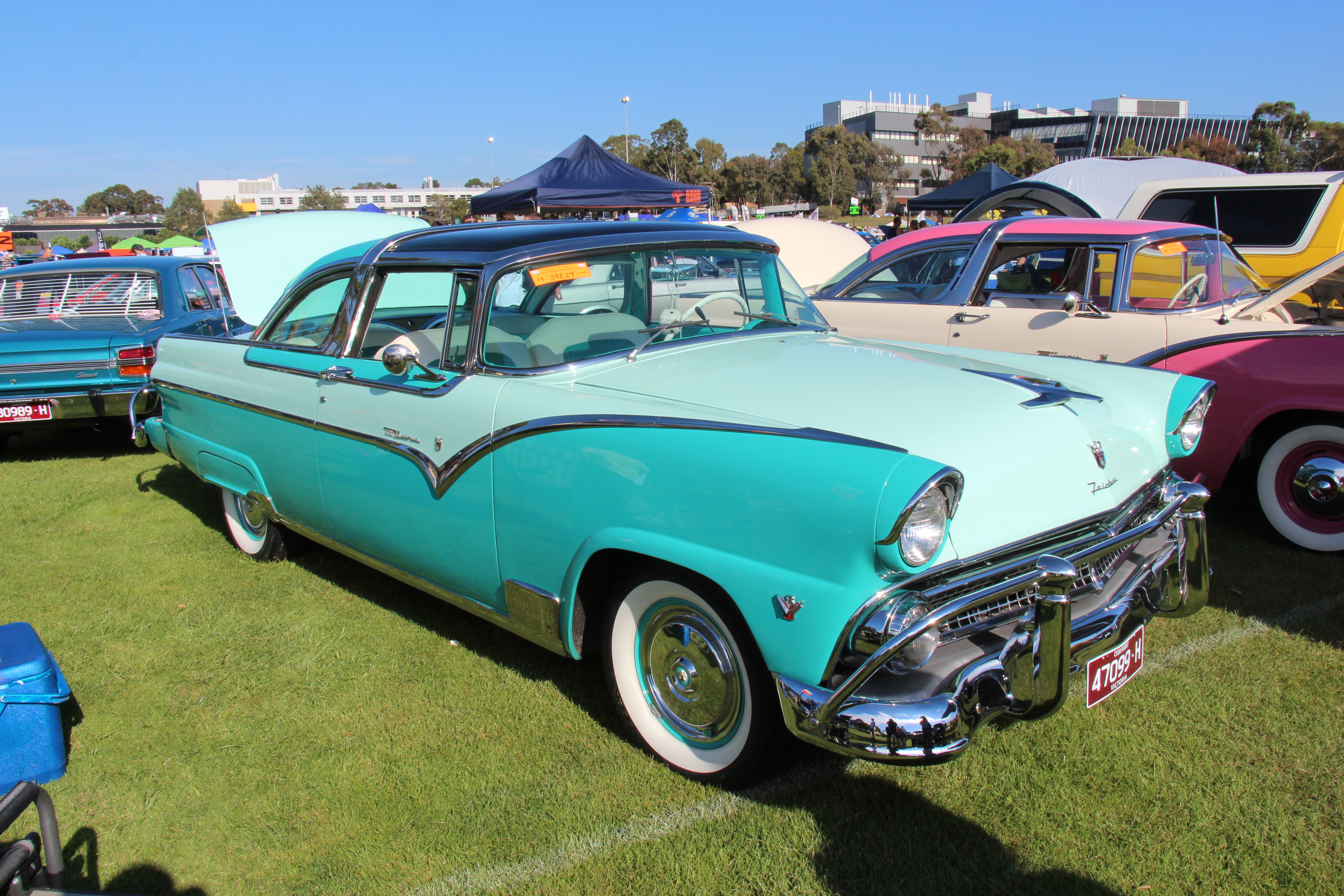
et Fairlane Crown Victoria Skyliner : coupé hardtop à toit panoramique.
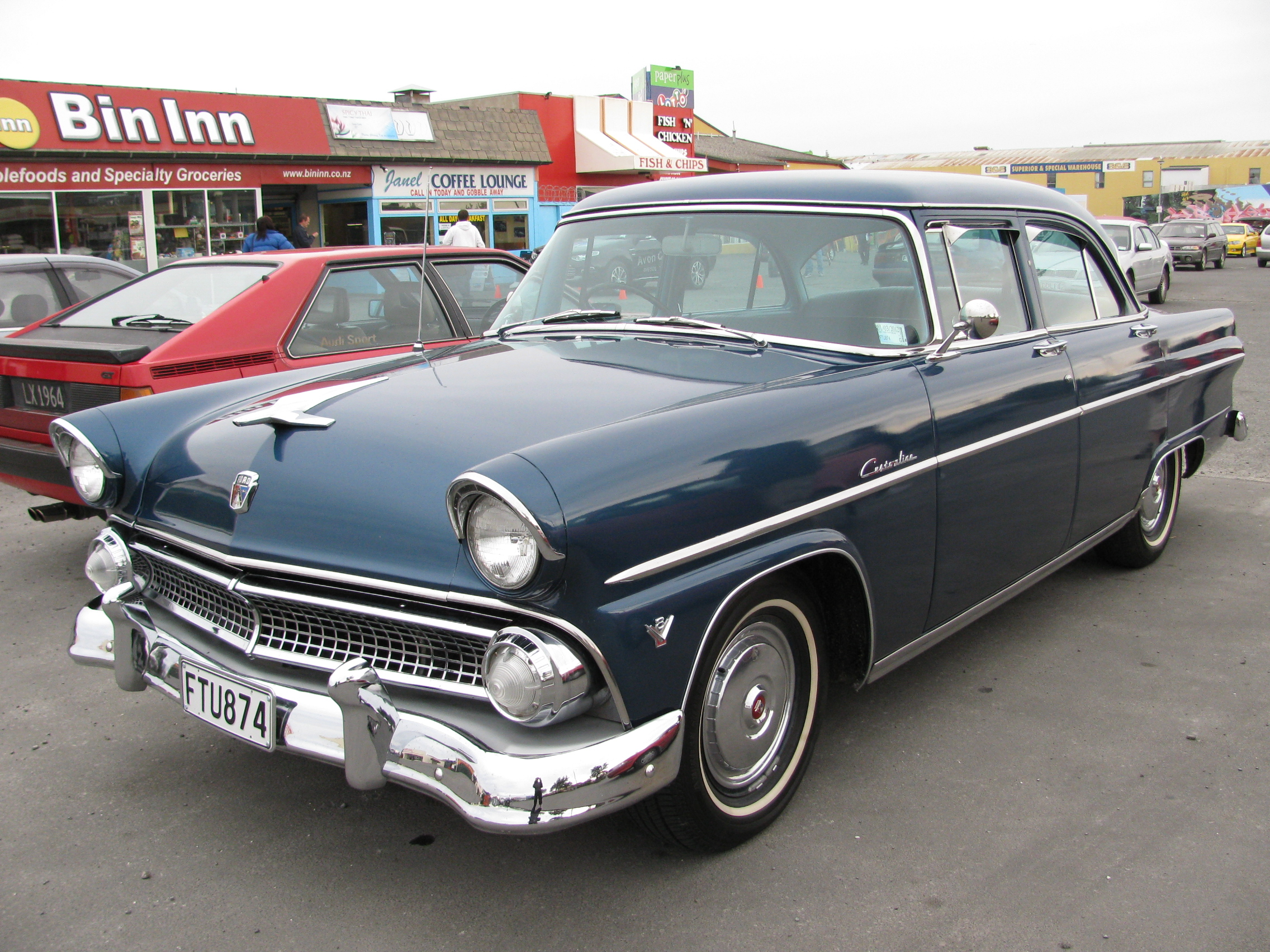
Customline 1955.
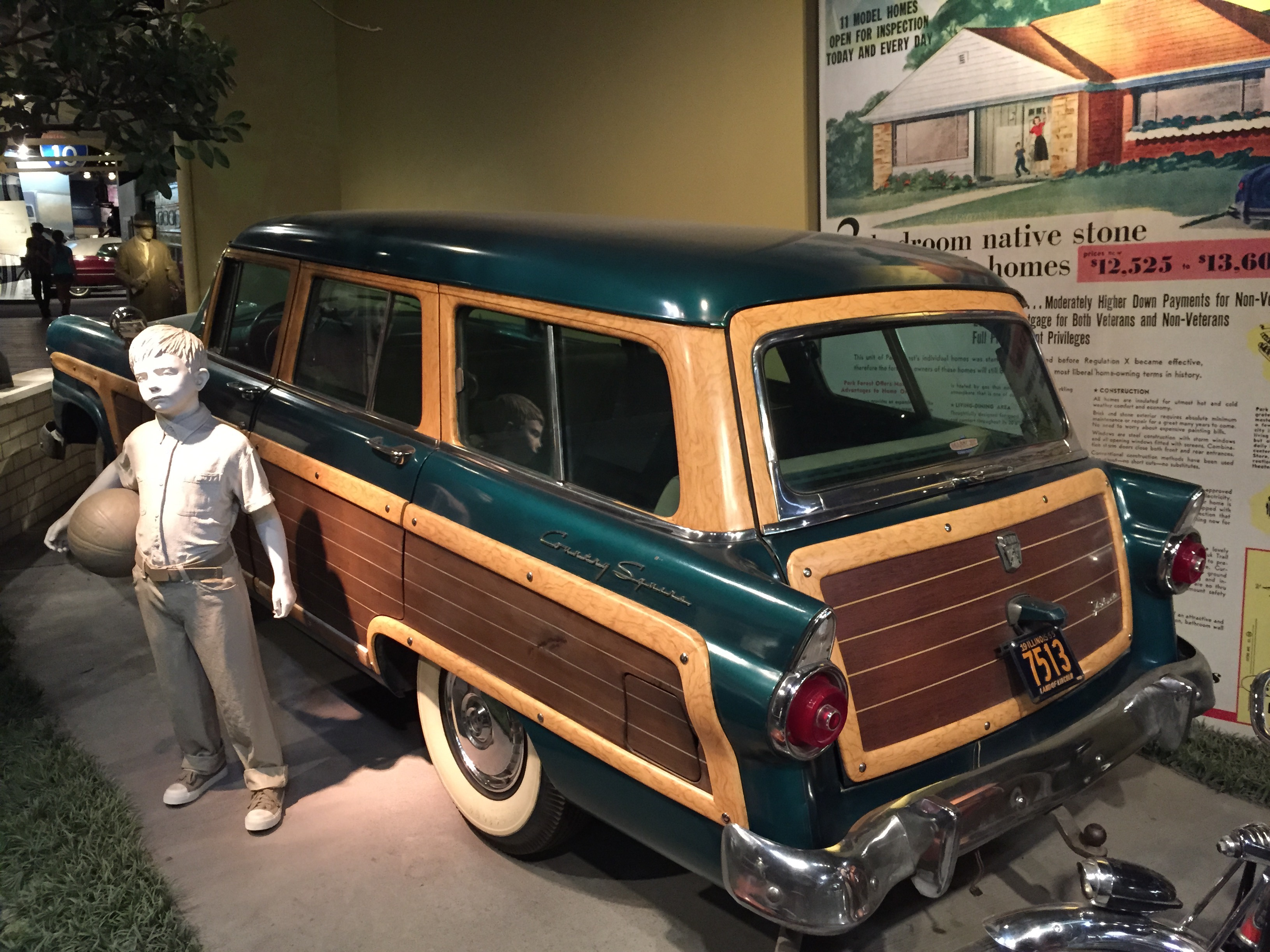
Country Squire.

## 1956
La calandre et les chrome sont redessinés, changeant l'aspect extérieur. La calandre de style "caisse à œufs" présente sur les voitures de 1955 a été élargie en une série de rectangles pour 1956, mais ce subtil changement extérieur n'était rien comparé à l'adoption par Ford d'un système électrique de 12 volts, avec un système de six volts en option. Les ventes de la Crown Victoria Skyliner étaient en chute libre avec seulement 603 exemplaires fabriqués, et elle sera remplacée par un cabriolet à toit rétractable l'année suivante. La gamme s'enrichit avec la création des Parklane, un break Tudor à finition Fairlane, ajouté pour concurrencer le Chevrolet Nomad, et des Fairlane "Town Victoria" 4 portes, un modèle qui, avec la nouvelle Customline Victoria hardtop 2 portes, était censé rivaliser avec les Chevrolet Bel Air et Plymouth Belvedere. Il y avait de nouvelles options de commodité, telles qu'un nouveau système de climatisation, un nouveau chauffage et une radio à neuf tubes à recherche de signal. Au lieu de jauges, des voyants d'avertissement sur le groupe d'instrumentation pour la pression d'huile et l'ampèremètre étaient de série.
Les coupés Victoria à toit rigide ont maintenant adopté la ligne de toit basse et plus lisse utilisée par les Crown Victoria de 1955 et 1956, mais sans la large garniture chromée sur le toit.
La finition de sécurité Lifeguard - composé de ceintures de sécurité, d'un tableau de bord rembourré, de serrures de sécurité, d'un volant profond et d'un rétroviseur escamotable - a été introduite,. L'option ne se vendait pas bien. Le climatiseur optionnel, qui restait cher et donc peu demandé, a été totalement repensé; le compresseur était maintenant logé sous le capot et les évents de refroidissement ont été déplacés vers le sommet du tableau de bord (il ne pouvait pas être commandé sur la Thunderbird).
La Customline gagne une bande en forme de petit V séparant les deux couleurs (contre une fine bande droite l'année précédente) et la Mainline obtient une double bande uniquement à l'arrière et la possibilité d'une petite zone bi-ton. Le Y Block » (182 ch) de la Ford Thunderbird de 1955 est remplacé par un « Y Block » 193 ch issu des nouvelles T-Bird.
Les Customline reprennent des couleurs avec un véritable coloris à deux tons (l'année d'avant seul le toit était différent) et gagnent un coupé Victoria.

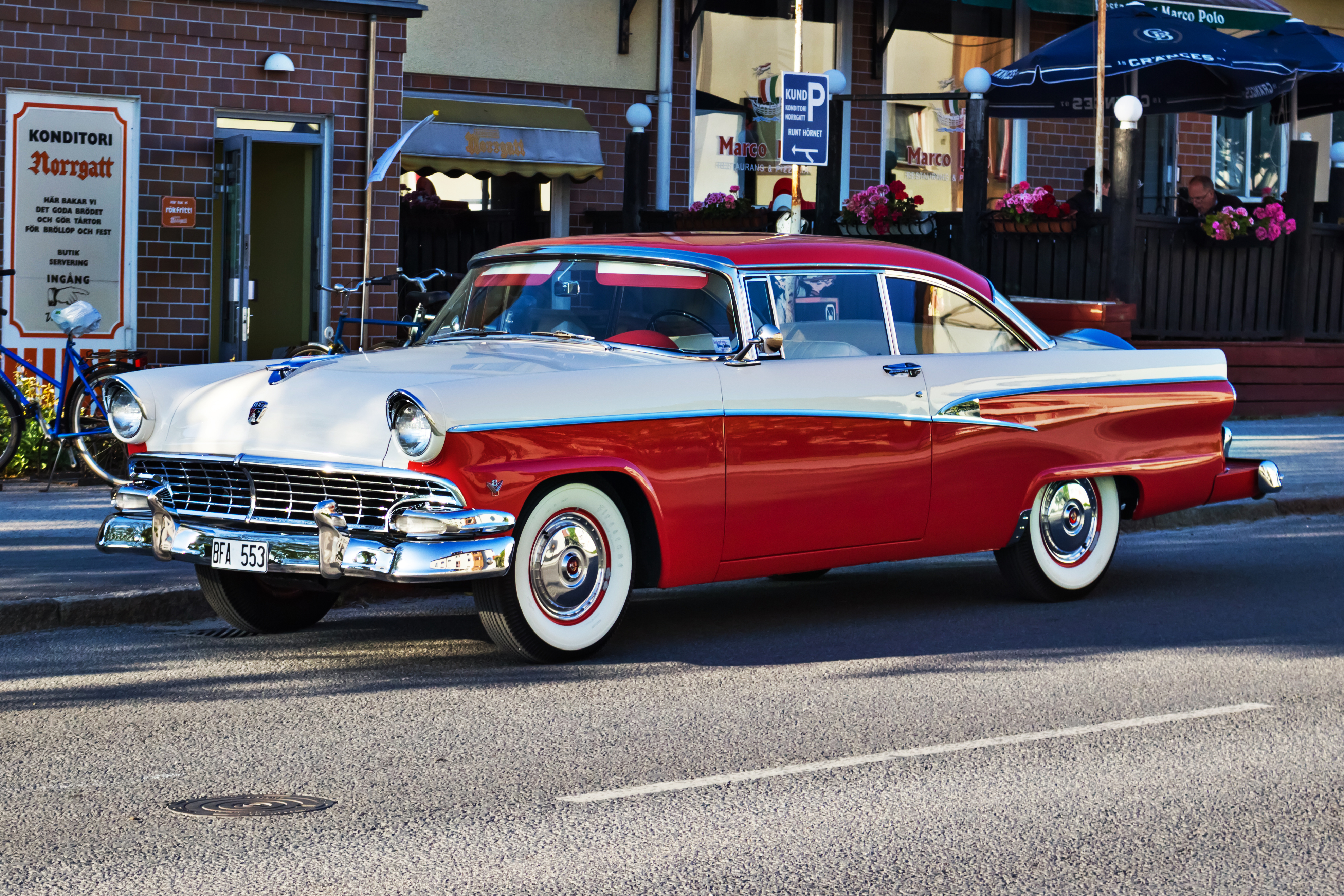
Coupé Victoria en version Customline.
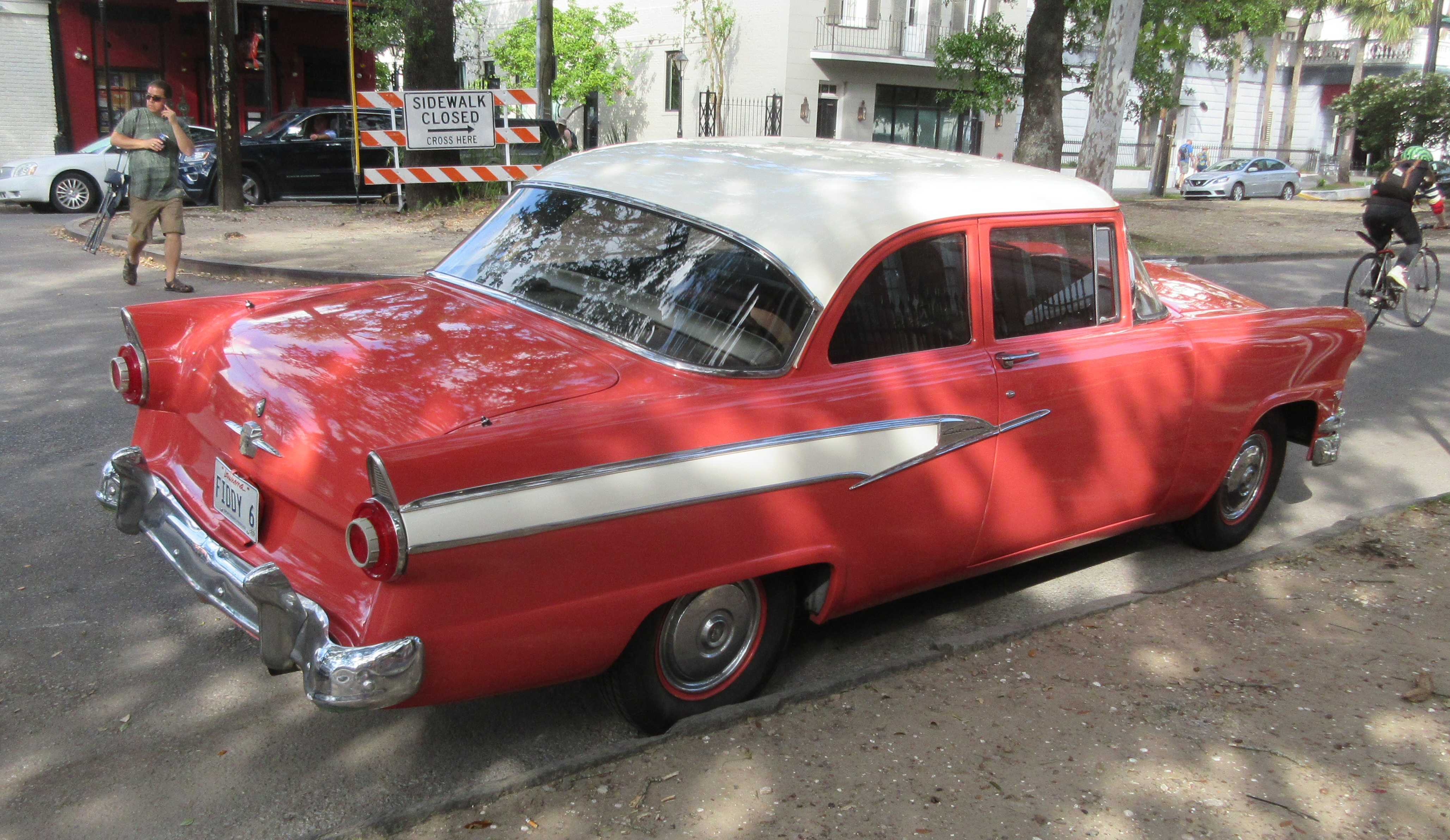
Mainline Tudor ou Business sedan.
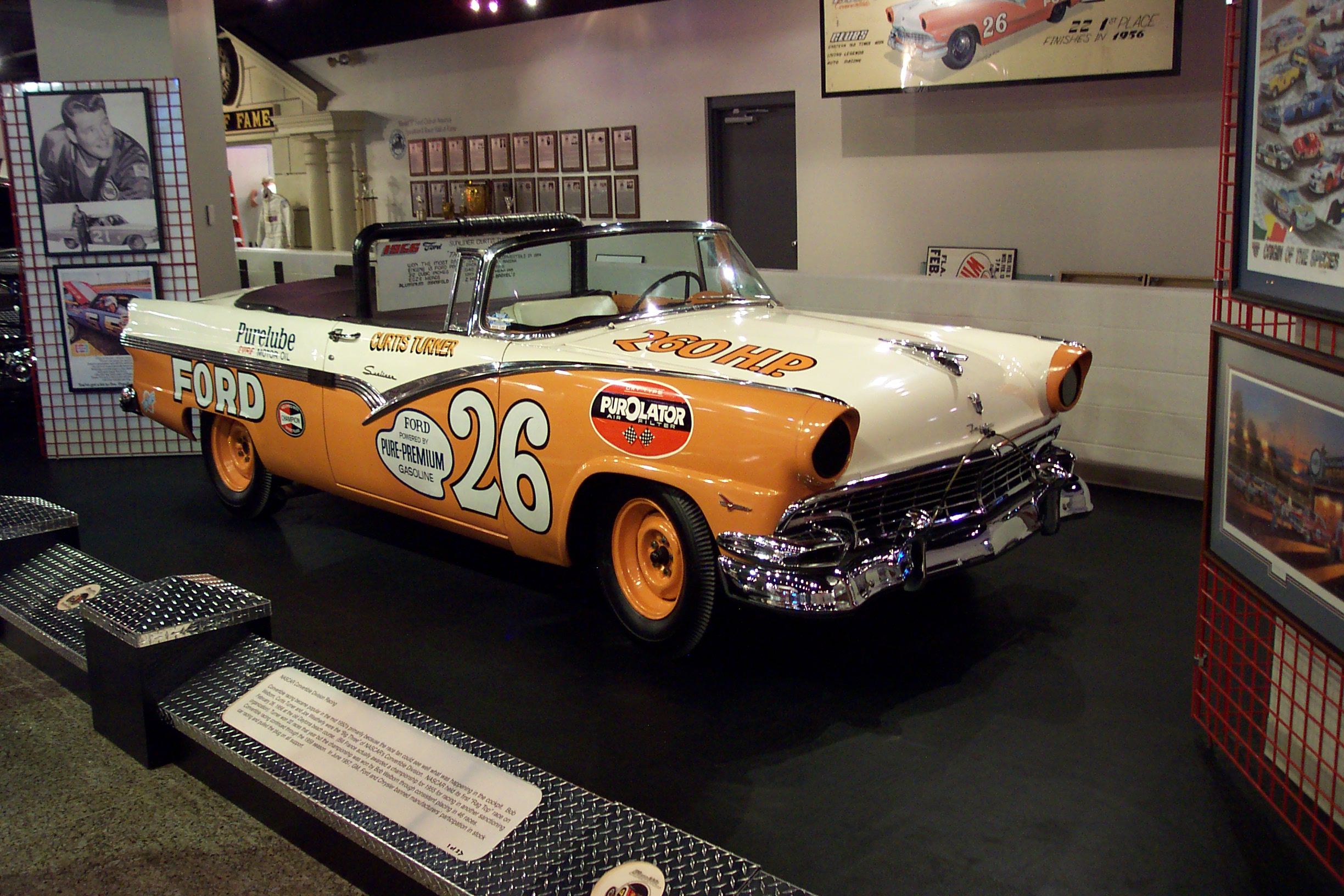
Fairlane Sunliner NASCAR.
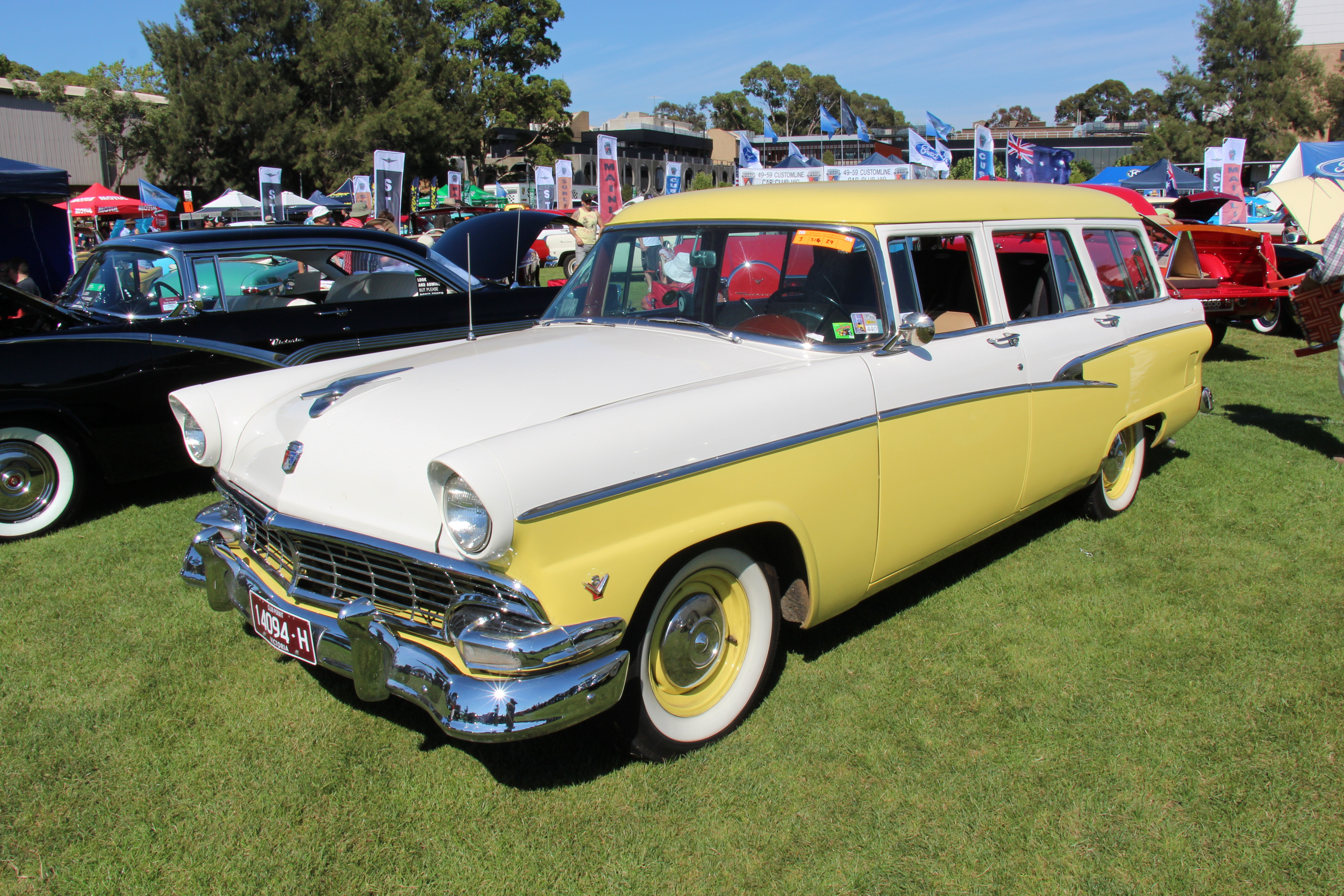
Country Sedan.
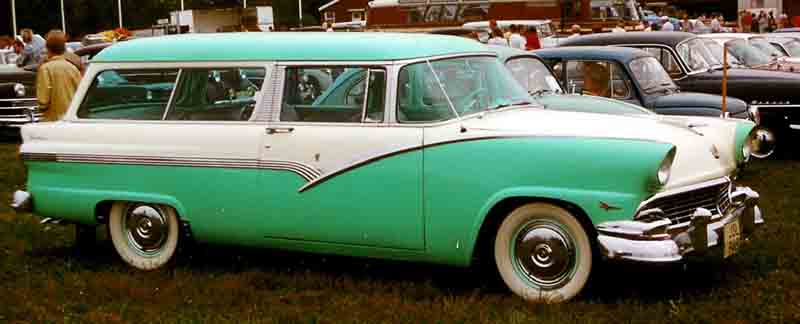
Ford Parklane 1956.
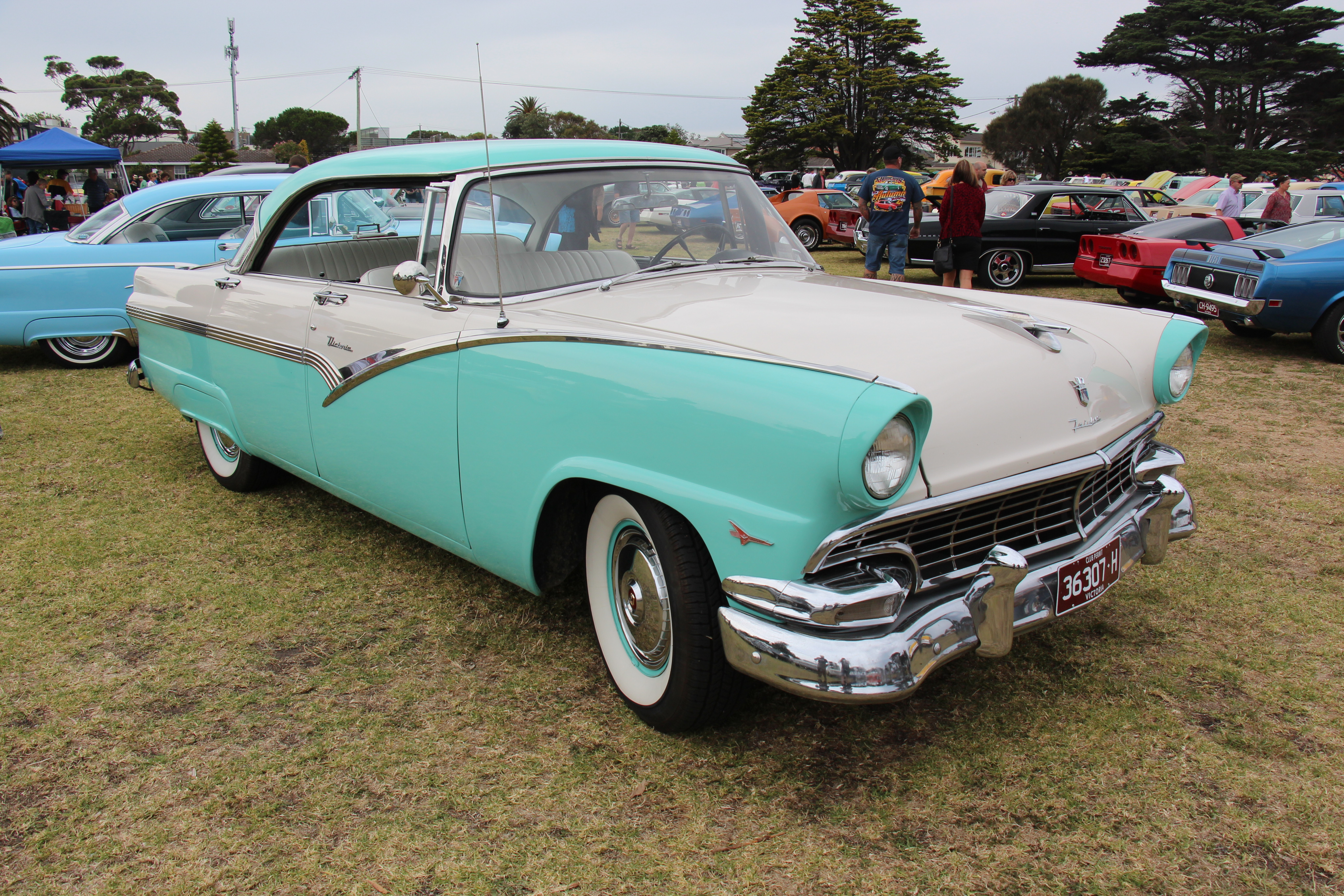
Fairlane Victoria hardtop à quatre portes.
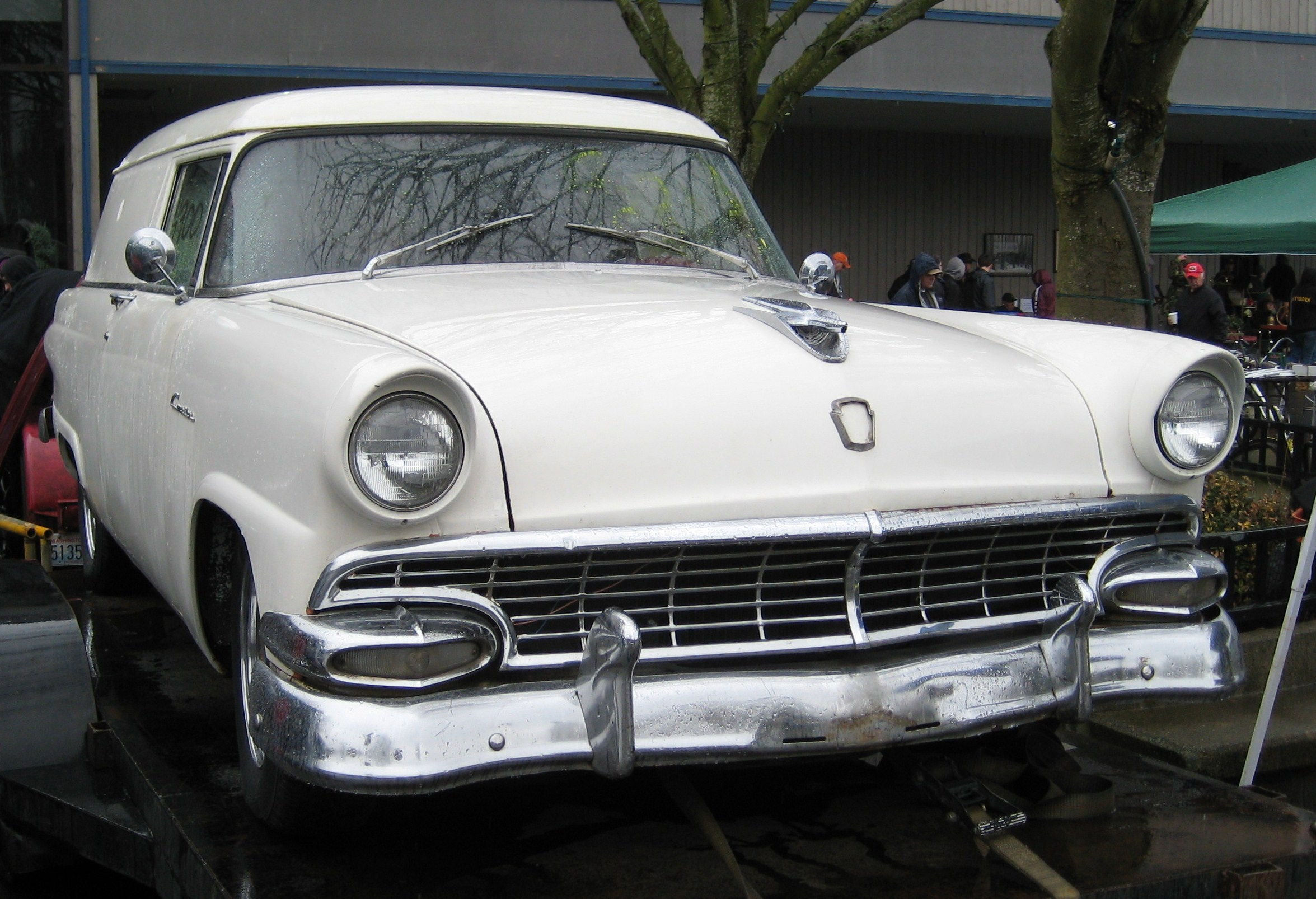
Fourgonnette Ford Courier.

## En Australie
Au cours des années 1930 à 1950, l'Australie importait puis assemblait à la fois de petites Fords anglaises et les modèles américains contemporains, qui ne cesseront de grandir en taille et en puissance. Un modèle typiquement australien - le coupé utilitaire - est dérivé des berlines (avec le châssis renforcé des cabriolets) et certaines variantes américaines ne sont pas reproduites. L'apparition de la marque Holden, constructeur australien appartenant à l'entité GM, pousse à améliorer l'offre et à remplacer la gamme unique V8 (Mainline) par une Customline vendue en parallèle.
Les Ford 1955 et 1956 d'Australie sont pratiquement identiques à celles des États-Unis et du Canada, mais il n'y a pas de Fairlane, ni de Victoria, et surtout des 4-portes sedan.
En 1957, au lieu de copier la nouvelle Ford, plus large, les ingénieurs mettent au point une version mise à jour des Fords de 1956, dont la calandre s'orne d'un logo V8 surdimensionné et qui reçoit les sièges et chromes de la Fairlane. Assez rapidement, la gamme Mainline s'efface pour ne plus produire que des coupés utilitaires (utes).
En 1958, les Customline et Mainline utes sont à nouveau reliftées avec une calandre à barres avec V et étoile à quatre branches. Cette grille réemploie celle des Meteor canadiennes de 1955, les chromes des flancs venant quant à eux tout droit des Meteor 1956 ! Elles seront construites jusqu'en septembre 1959.
En 1959-1960, il est finalement décidé de se raccrocher aux Ford américaines en produisant une copie des Ford 1959 (de la famille développée en 1957). Une partie des pièces venaient du Canada (Ford ou Meteor).
À partir de 1962, après plusieurs années de délai, Ford Océanie produira ses propres Fairlane, complètement assemblées en Australie selon des designs adaptés.

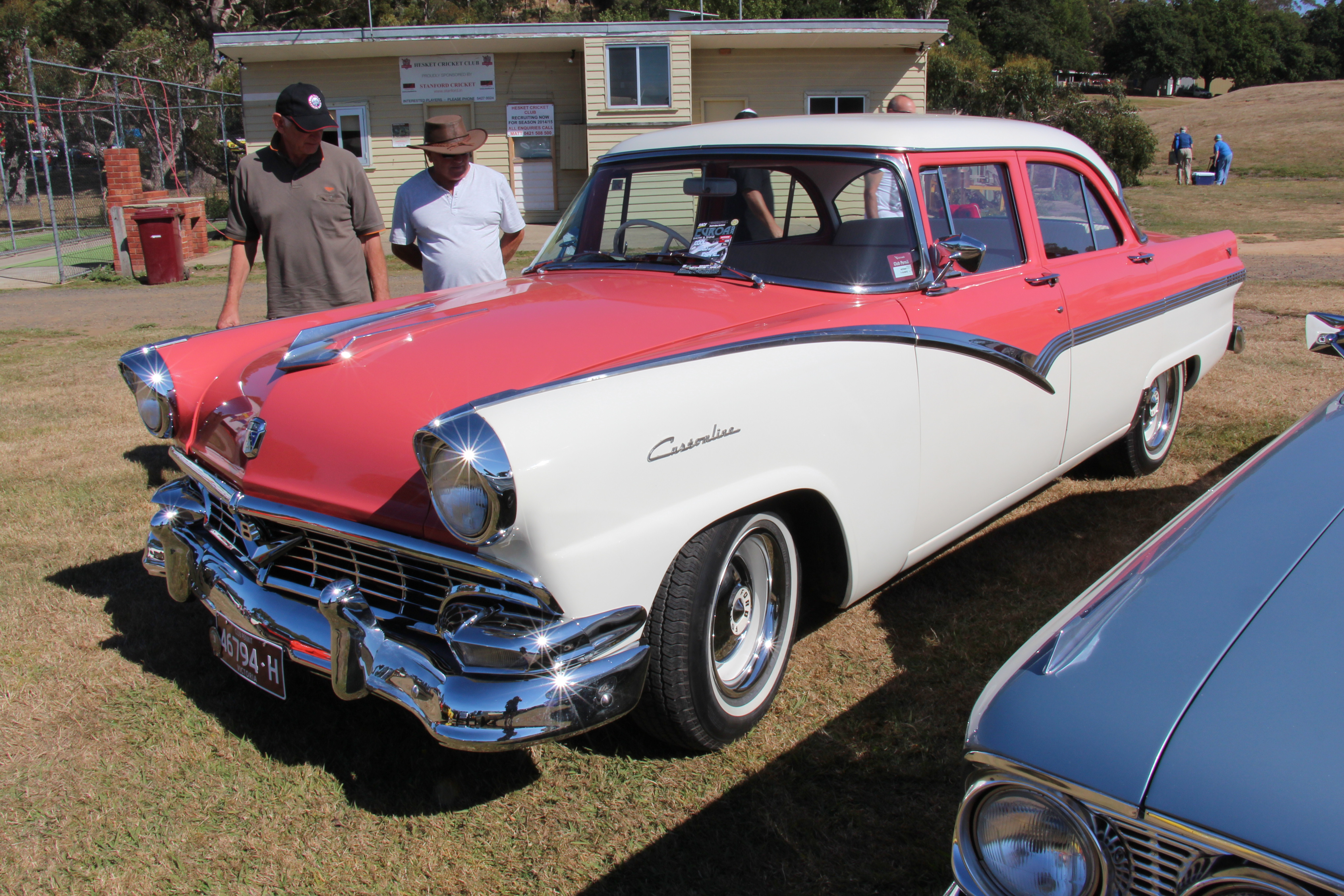
Customline 1957 australienne.
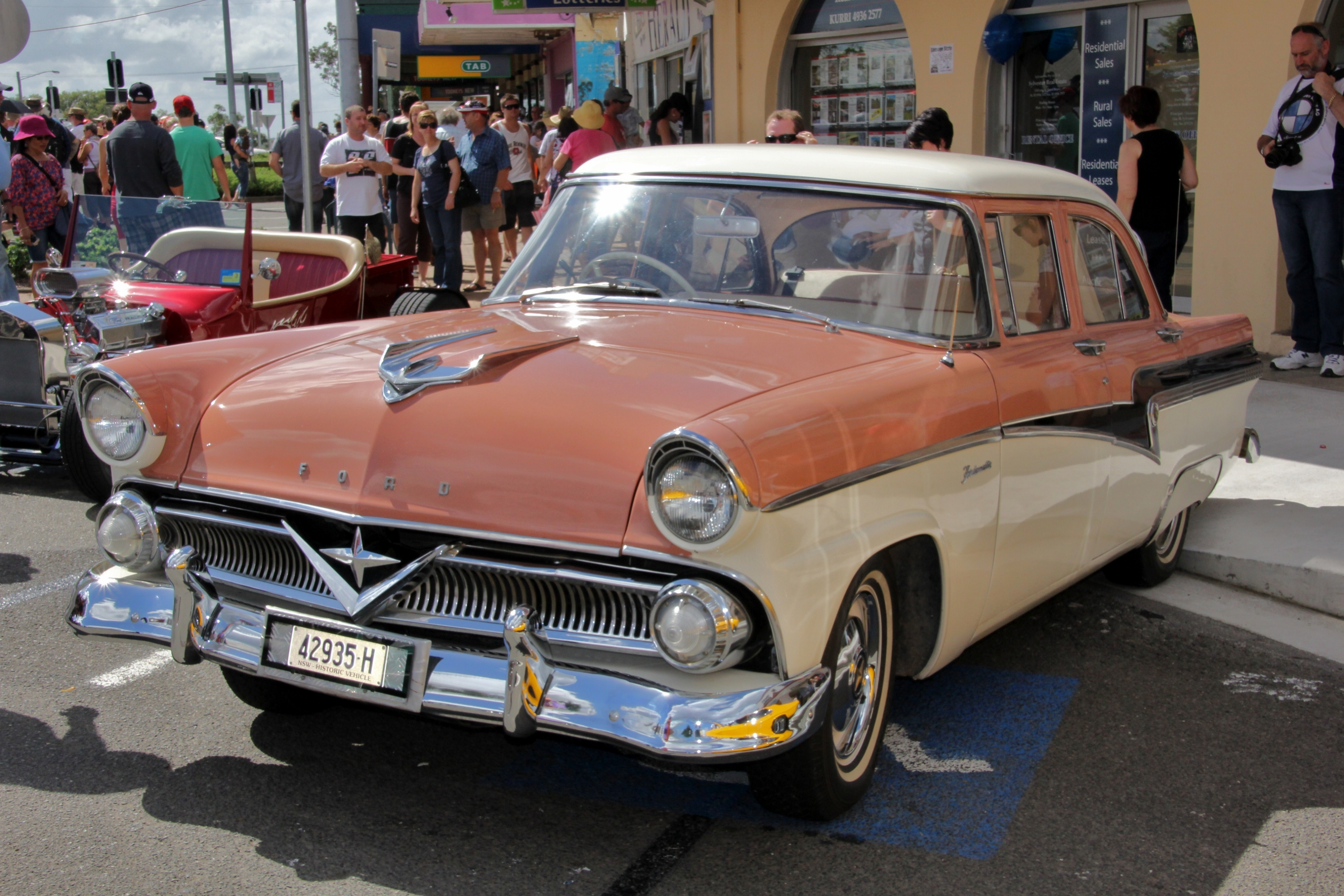
Customline Fordomatic 1958.
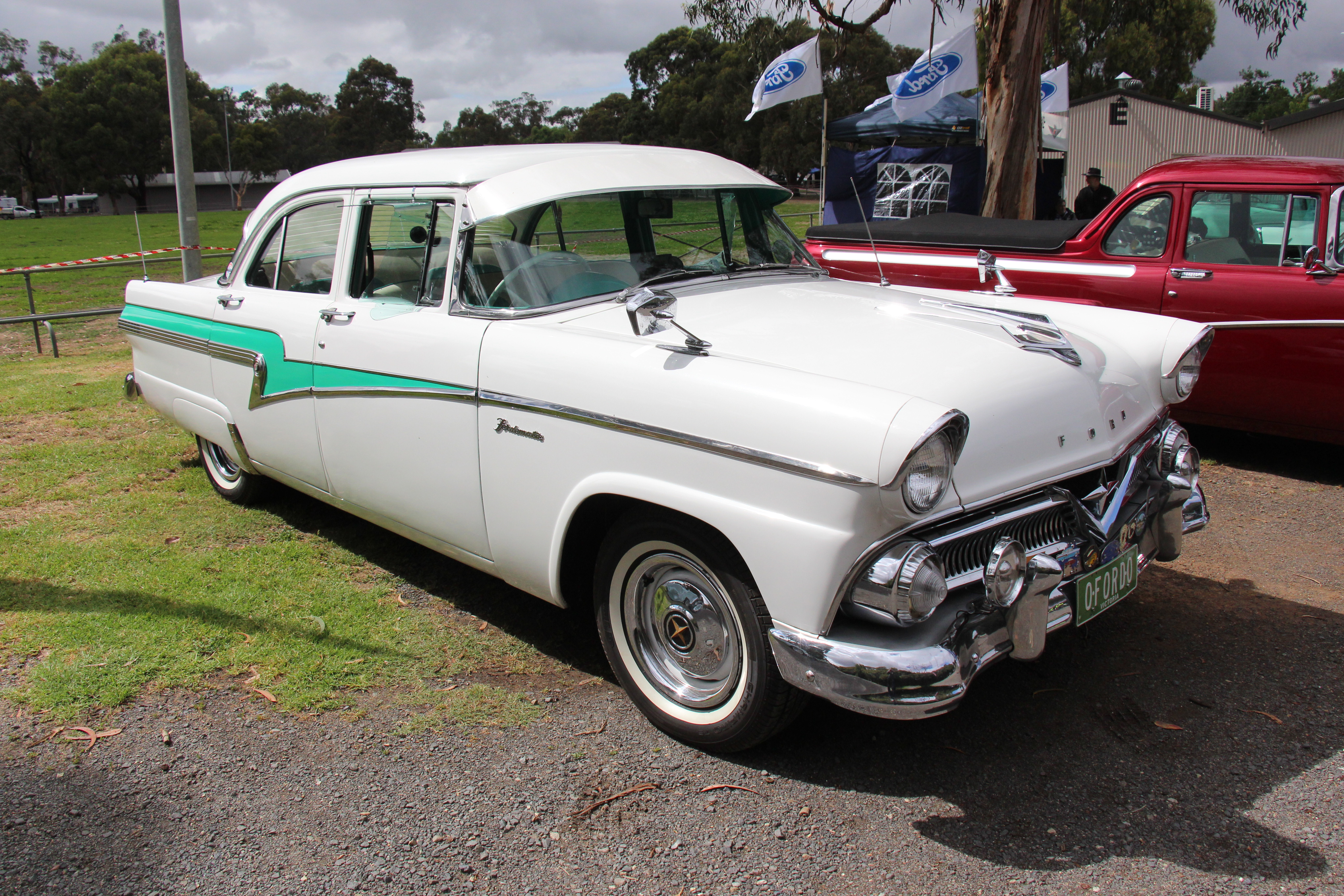
Éphémère Customline de 1959.
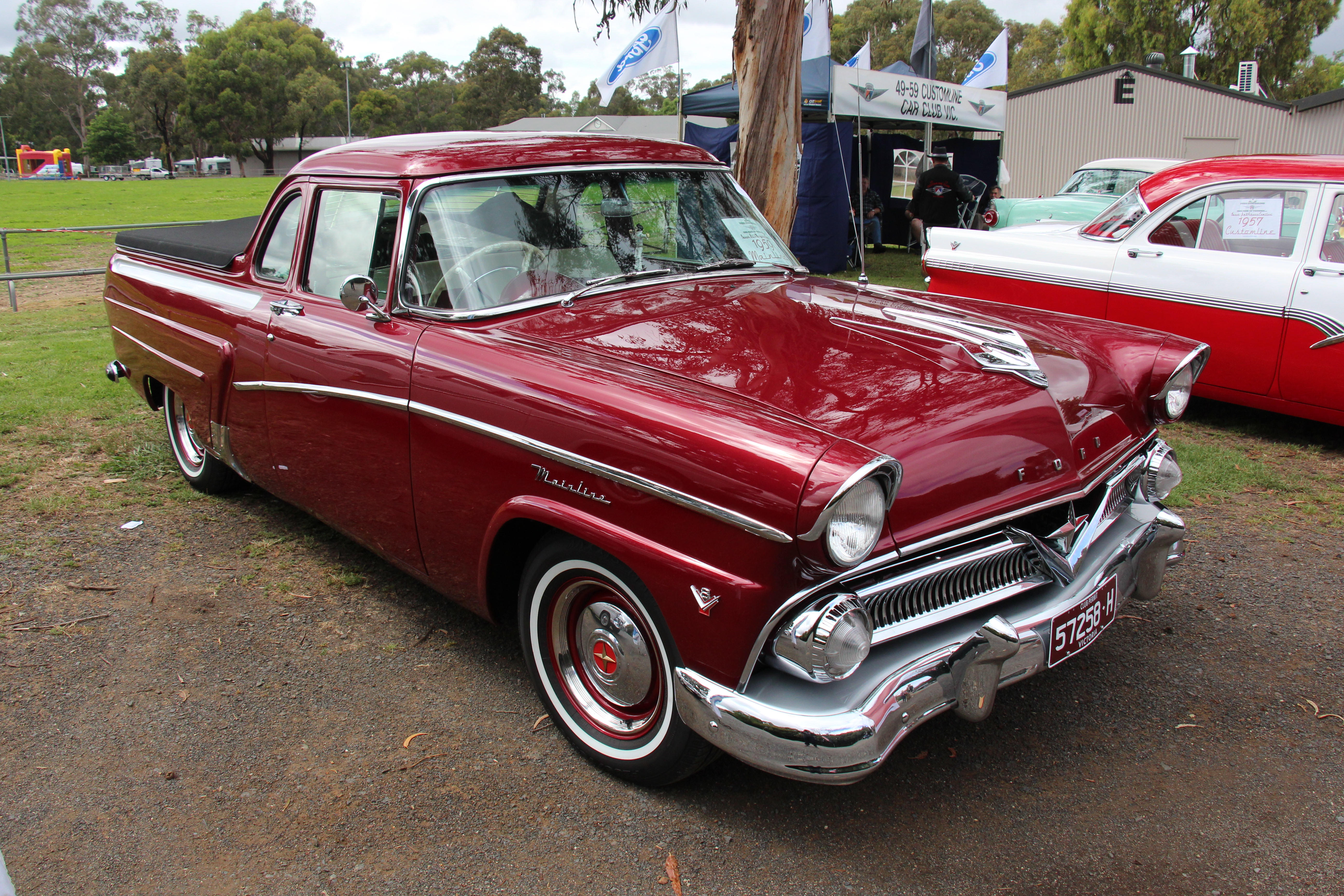
Mainline pick-up 1959.

## En Europe
L'importation de voitures américaines se poursuivra en Europe durant la période 1955-1956 où leur grand nombre de chevaux fiscaux et leur consommation en faisait des véhicules de grand luxe. Il y eut donc des Customline et Fairlane vendues à des acheteurs privées ainsi des Mainline (ces dernières servant surtout véhicules de fonction des bases de l'OTAN et des ambassades).
Les usines Ford européennes fabriquaient leurs propres modèles, moins grands mais dotés d'un V8 pour les plus onéreux, leur donnant dans les années 1950 un aspect d'inspiration américaine.

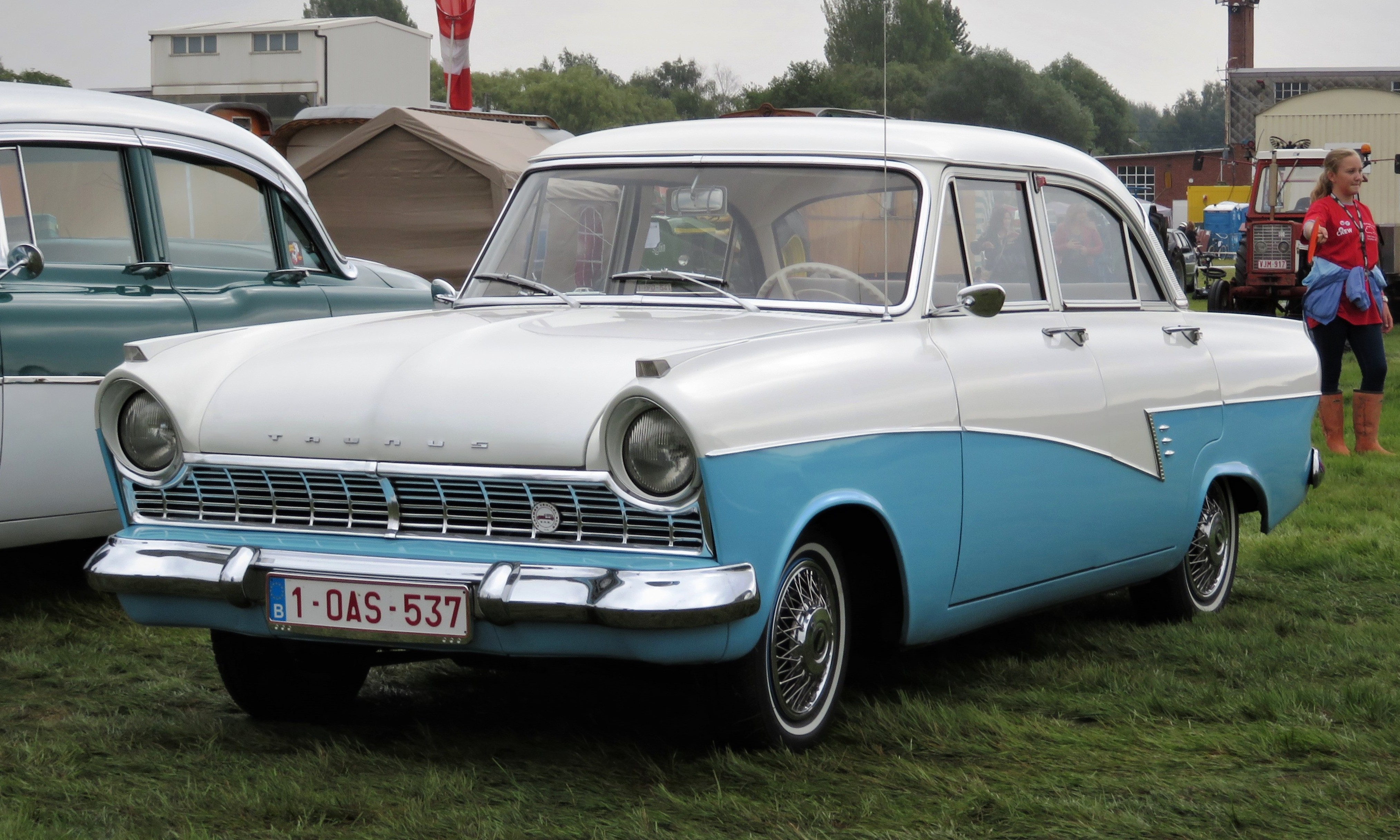
Taunus 17M en Belgique à côté d'une Buick américaine.

Si les Ford Consul anglaises (1956-1962) et Simca Vedette (dessinées par Ford à Dearborn pour Ford SAF juste avant le rachat par Simca-Fiat) affichent quelques points communs rappelant les Ford 1955, les Taunus P2 (17M) de Ford Allemagne sont celles qui présentent le plus de ressemblances. Produites de 1957 à 1960, en concurrence avec les Opel Rekord du groupe General Motors, elles affichent des phares proéminents, une large grille, un Z chromé séparant les deux couleurs et des ailerons arrière. Sur le plan mécanique et celui des dimensions, c'était une auto européenne avec suspension MacPherson et moteur à quatre cylindres en ligne.